# Музей тропіків (Амстердам)
Музей тропіків (нід. Wereldmuseum, раніше Tropenmuseum) — етнографічний музей, розташований в Амстердамі.
Музей Wereldmuseum — один з найбільших музеїв Амстердама. Він має постійну експозицію частини своєї колекції, а також проводить тимчасові виставки, присвячені сучасному, модерному і традиційному образотворчому мистецтву та фотографічним роботам. Музей є частиною Амстердамського етнографічного музею — об'єднання трьох етнографічних музеїв Нідерландів.

## Будівля
Споруду в стилі неоренесансу було побудовано в 1926 році за проєктом Йоханнеса ван Ньюкеркена (Johannes van Nieukerken). Оздоблення фасаду будівлі використовує мотиви різних культур, що нагадують про колонії Нідерландів. На розі перетину двох вулиць розташована дзвіниця. Будівництво затягнулося на 11 років через Першу світову війну і страйків робітників. У період Другої світової війни німецька поліція (нім. Grüne Polizei) використовувала частини будівлі, а після війни тут розташувалися канадські солдати. У 2003 році будівля увійшла в список історичних будівель Амстердама.

## Колекції музею

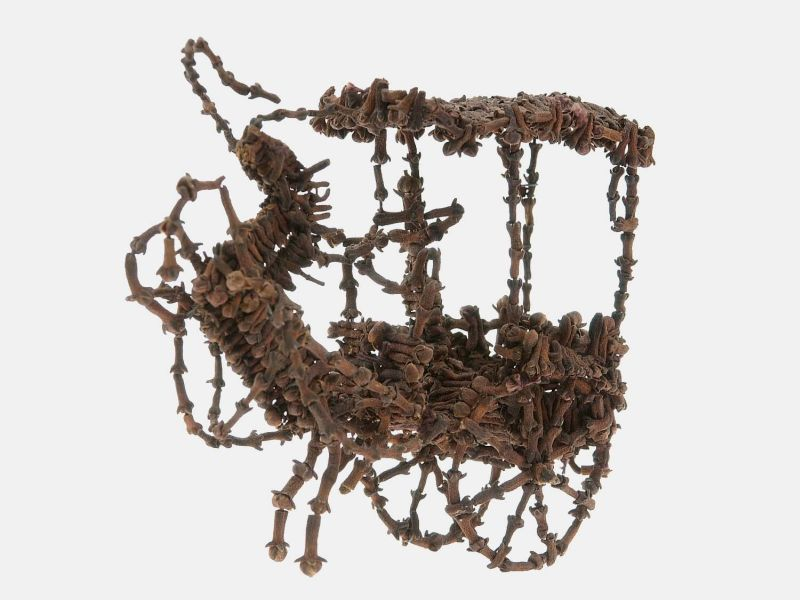
Гвоздична модель двоколісної кінної карети з кучером

До злиття у 2014 році колекція музею налічувала 175 000 експонатів, 155 000 фотографій і 10 000 різноманітних малюнків, картин і документів. 15 000 з них музей успадкував від Амстердамського етнографічного музею. У музеї зберігаються колекції з багатьох географічних регіонів, таких як Південно-Східна, Південна та Західна Азія, Північна та Субсахарська Африка, Латинська Америка та Карибський басейн. Вони також зберігають кілька колекцій, які виходять за рамки їхньої діяльності. До них належать колекції з Китаю, Японії, Кореї та Європи. 
Колекція фотографій складається переважно з історичних фотографій колишніх голландських колоній з 1855 по 1940 роки. У період 2009—2015 років Музей тропіків виклав 50 000 фотографій на Вікісховище під ліцензією Creative Commons. 
Wereldmuseum Амстердама також містить театральну колекцію — 5500 музичних інструментів та інших театральних предметів, такі як маски та ляльки. Тут також представлено 21 000 текстильних артефактів, більшість з яких походять з Індонезії. Tropenmuseum-молодший — це субмузей, крило в основному музеї. У ньому представлені інтерактивні експонати, які щорічно відвідують до 30 000 дітей. 

## Галерея

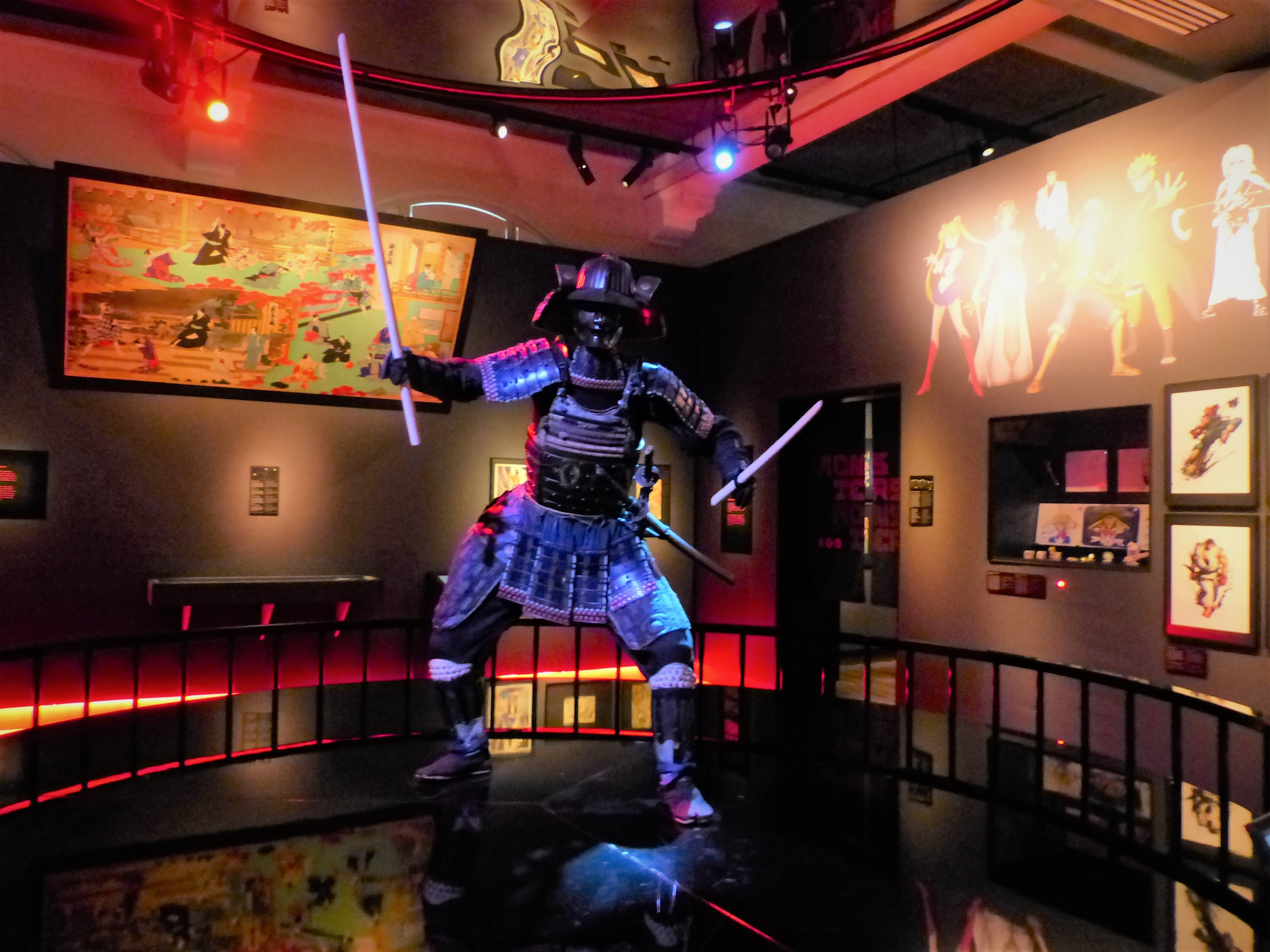
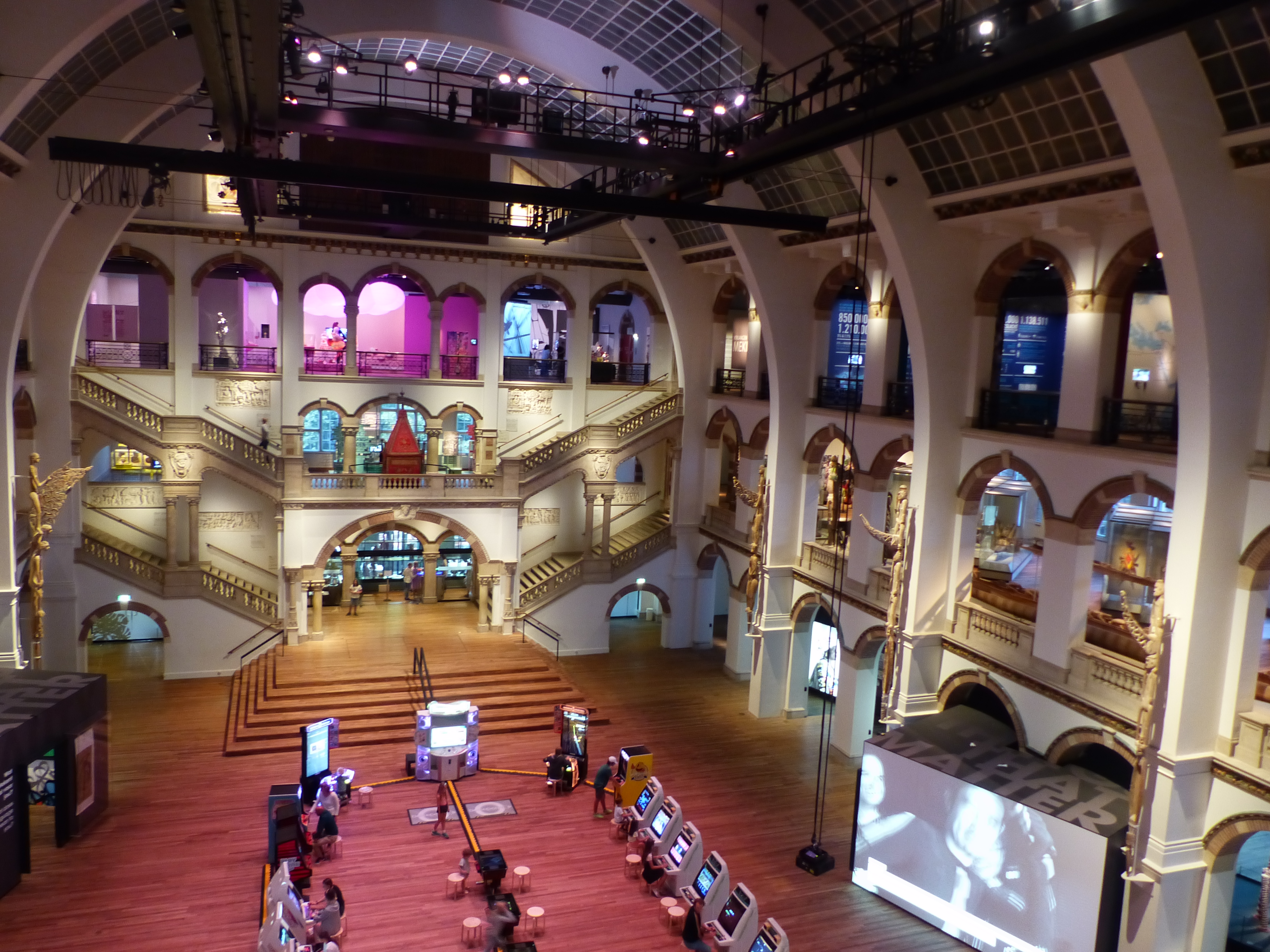
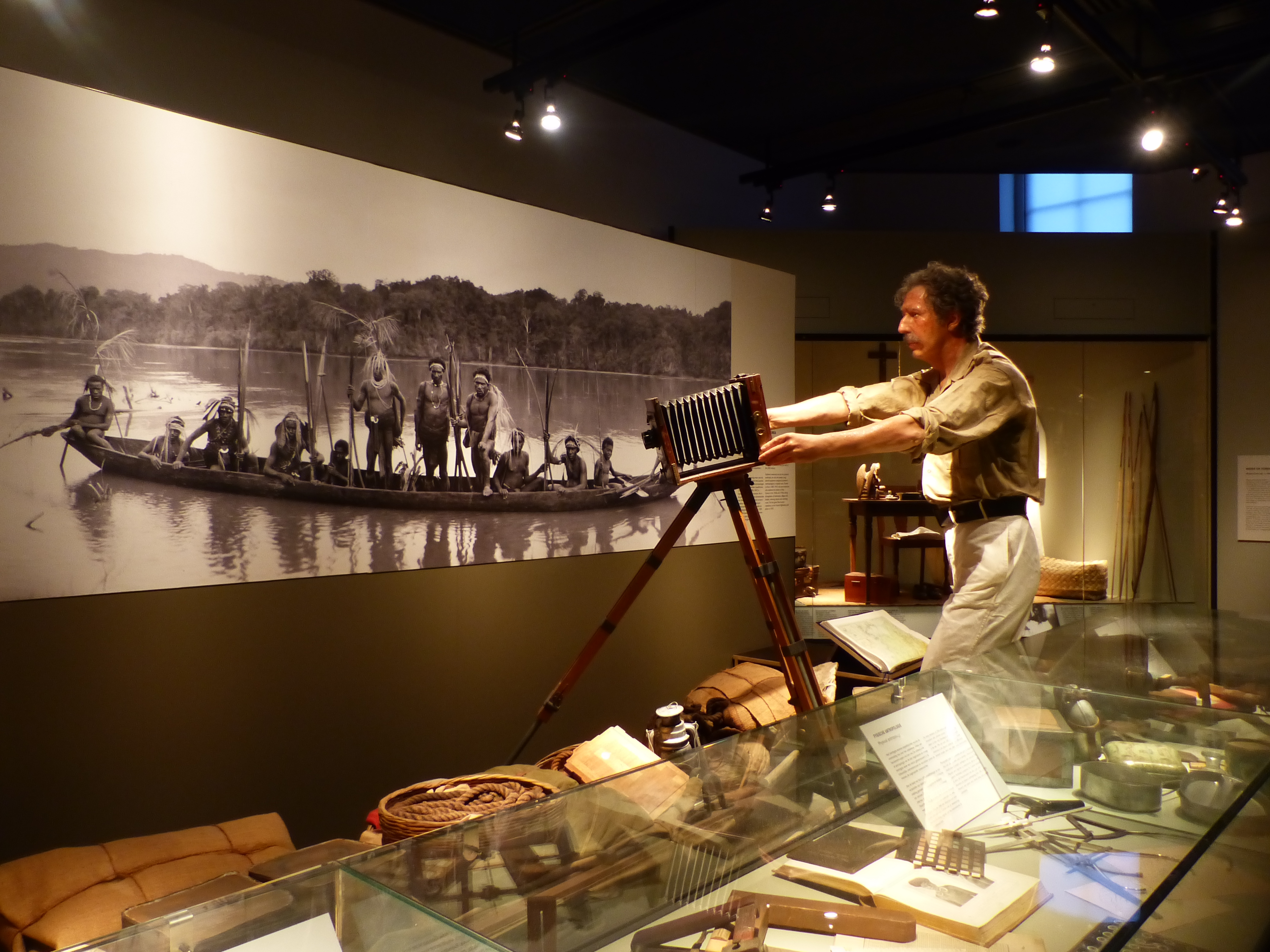